# Кобио Ло
Кобио Ло (фр. Caubios-Loos) насеље је и општина у југозападној Француској у региону Аквитанија, у департману Атлантски Пиринеји која припада префектури По.
По подацима из 2011. године у општини је живело 502 становника, а густина насељености је износила 69,72 становника/km². Општина се простире на површини од 7,20 km². Налази се на средњој надморској висини од 219 метара (максималној 278 m, а минималној 150 m).

## Демографија
| 1962. | 1968. | 1975. | 1982. | 1990. | 1999. | 2011. |
| ----- | ----- | ----- | ----- | ----- | ----- | ----- |
| 203   | 209   | 213   | 278   | 349   | 411   | 502   |

График промене броја становника у току последњих година